# Franz Sauter

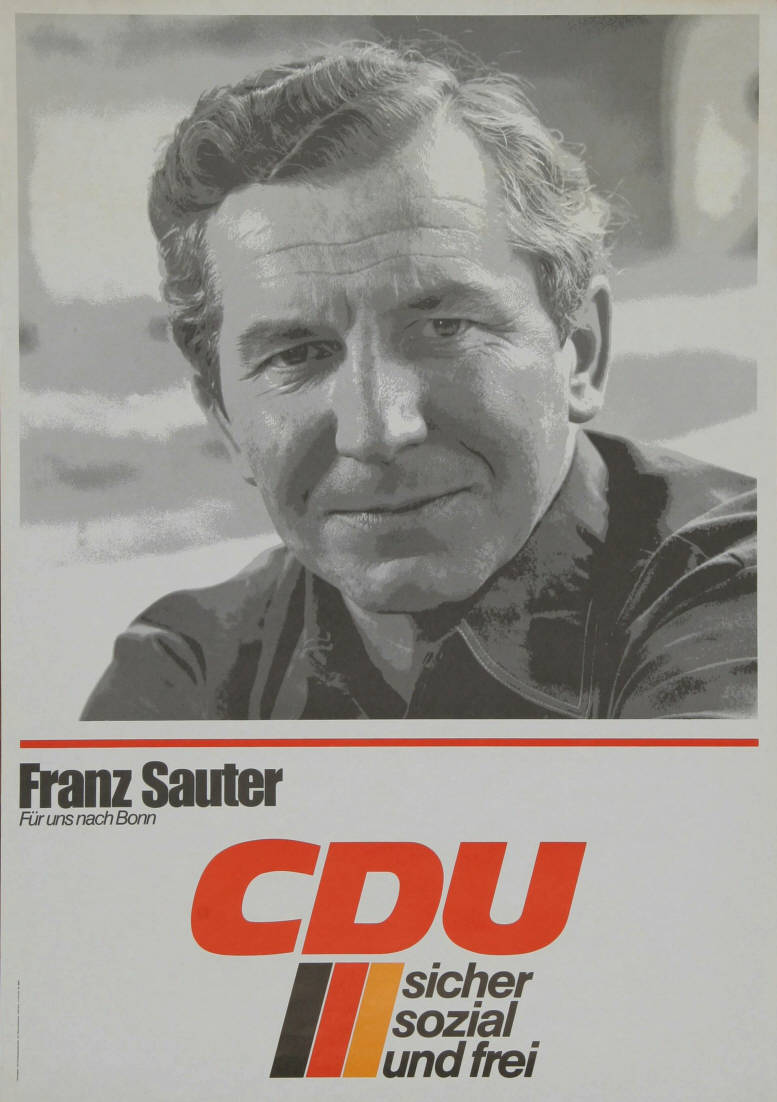
Kandidatenplakat zur Bundestagswahl 1976

Franz Sauter (* 30. Juni 1928 in Epfendorf; † 7. Juli 2019 ebenda) war ein deutscher Politiker der CDU. Er war von 1972 bis 1990 Mitglied des Deutschen Bundestages und von 1985 bis 1997 Bundesvorsitzender der Katholischen Landvolkbewegung Deutschlands.

## Leben
Sauter war der Sohn eines Land- und Gastwirts. Nach dem Abitur an einer Oberschule besuchte er die Landwirtschaftsschule und bestand die Prüfung als Landwirtschaftsmeister. Ab 1944 leistete er Reichsarbeits- und Militärdienst; bis zum Kriegsende diente er als Luftwaffenhelfer. Nach dem Tod seines Vaters 1951 übernahm er die Leitung des elterlichen Landwirtschaftsbetriebes. Sauter war stellvertretender Vorsitzender des Kreisbauernverbandes Rottweil. Er engagierte sich in der Katholischen Landvolkbewegung (KLB), wurde Vorsitzender des Katholischen Landvolkverbandes im Bistum Rottenburg und zunächst stellvertretender Bundesvorsitzender des Verbandes. Von 1985 bis 1997 war er Bundesvorsitzender der KLB.
Sauter trat 1953 in die CDU ein. Von 1956 bis 1964 war er Vorsitzender des Kreisverbandes der Jungen Union Rottweil und im Anschluss bis 1977 Vorsitzender des Kreisverbandes der CDU Rottweil. Er betätigte sich führend in den CDU-Agrarausschüssen des Südweststaates, war zunächst Bezirksvorsitzender des Agrarausschusses der CDU Südbaden und anschließend Vorsitzender des Agrarausschusses der CDU Baden-Württemberg. 1981 wurde er in den Landesvorstand der Partei gewählt. Des Weiteren war er Mitglied der CDU-Bundesfachausschüsse Agrarpolitik und Entwicklungshilfe sowie stellvertretender Vorsitzender der CDU-Kommission Ländlicher Raum.
Sauter war von 1953 bis 1984 Mitglied des Gemeinderates Epfendorf und bis 1981 stellvertretender Bürgermeister. Von 1972 bis 1990 war er Mitglied des Deutschen Bundestages. Er rückte am 29. August 1972 für den Abgeordneten Eduard Adorno nach, der sein Mandat niedergelegt hatte. Bei der Bundestagswahl im selben Jahr zog er über die Landesliste der CDU Baden-Württemberg erstmals für eine volle Wahlperiode in den Bundestag ein. Bei den folgenden Wahlen war Sauter jeweils direkt gewählter Abgeordneter des Wahlkreises Rottweil. Im Parlament war er von 1972 bis 1990 Mitglied des Ausschusses für Ernährung, Landwirtschaft und Forsten.
Am 9. November 1989, dem Tag des Falls der Berliner Mauer, stimmte er während der Sitzung des Deutschen Bundestages zusammen mit Hermann Josef Unland (CDU) und Ernst Hinsken (CSU) spontan die deutsche Nationalhymne an. 1995 bekam Sauter die Verdienstmedaille des Landes Baden-Württemberg verliehen.
Sauter war römisch-katholisch, verheiratet und hatte acht Kinder. Er starb am 7. Juli 2019.